# Danny, champion du monde

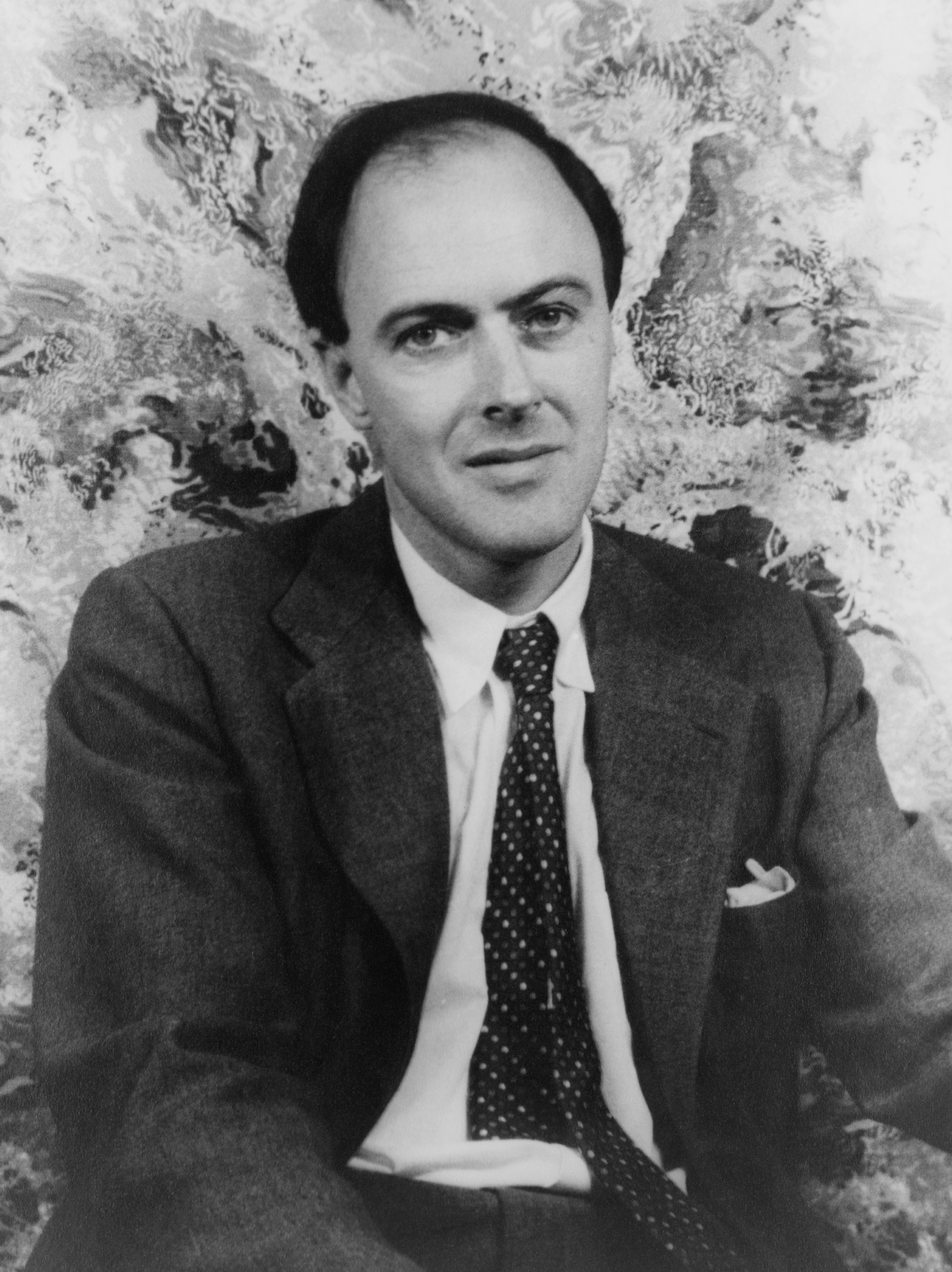
Roald Dahl.

Danny, champion du monde (titre original : Danny, the Champion of the World) est un roman de Roald Dahl paru en 1975.

## Résumé
Danny Smith et son père sont les plus grands copains du monde. Sa mère est morte quand il avait quatre mois, maintenant ils habitent tous les deux dans une roulotte à côté de leur petite station service, ce lieu magique où s'est déroulé l'enfance de Danny Smith. À huit ans, Danny est déjà très fort en mécanique. Il adore travailler avec Papa, jouer avec lui, écouter ses histoires. Mais un jour, Danny va découvrir un secret : son Papa est le génie du braconnage. Danny va tout faire pour que lui aussi soit le champion du monde de braconnage.